# Cryptanura humeralis
Cryptanura humeralis là một loài tò vò trong họ Ichneumonidae.